# 初山村
初山村（はつやまむら）は、長崎県壱岐郡にあった村。1955年（昭和30年）に武生水町、柳田村、志原村、渡良村、沼津村と合併し、郷ノ浦町となった。
現在の壱岐市郷ノ浦町の南部にあたる。

## 地理
壱岐島の南端に位置する。
- 山：岳ノ辻、久美ノ尾、鏡岳
- 河川：大河内川、双六川
- 港湾：梅津湾、初瀬港

## 沿革
- 1889年（明治22年）4月1日 - 町村制施行により、石田郡初山村が単独村制にて発足。
- 1896年（明治29年）4月1日 - 郡制施行により、壱岐郡と石田郡が合併し改めて壱岐郡が発足[1]。同日より初山村は壱岐郡の管轄となる。
- 1955年（昭和30年）2月11日 - 武生水町・柳田村・志原村・渡良村・沼津村と合併して郷ノ浦町が発足し、初山村は自治体として消滅。

## 地名
触を行政区域とする。初山村は1889年の町村制施行時に単独で自治体として発足したため、大字は無し。
- 坪触
- 東触[2]
- 西触[3]
- 若松触

## 名所・旧跡
- 鏡岳神社[4]
- 初瀬の岩脈[5]